# Melanie Hasler
Melanie Hasler (Zúrich, 16 de mayo de 1998) es una deportista suiza que compite en bobsleigh en las modalidades individual y doble.
Ganó tres medallas en el Campeonato Europeo de Bobsleigh entre los años 2023 y 2025. Participó en los Juegos Olímpicos de Pekín 2022, ocupando el sexto lugar en la prueba doble.

## Palmarés internacional
| Campeonato Europeo | Campeonato Europeo    | Campeonato Europeo | Campeonato Europeo |
| Año                | Lugar                 | Medalla            | Prueba             |
| ------------------ | --------------------- | ------------------ | ------------------ |
| 2023               | Altenberg (Alemania)  | Medalla de plata   | Doble              |
| 2024               | Sigulda (Letonia)     | Medalla de bronce  | Doble              |
| 2025               | Lillehammer (Noruega) | Medalla de plata   | Individual         |